# (3085) Donna
(3085) Donna (1980 DA) – planetoida z grupy pasa głównego asteroid okrążająca Słońce w ciągu 3,7 lat w średniej odległości 2,39 j.a. Odkryta 18 lutego 1980 roku.